# Regina Raull
Regina Margarita Raull Martín (Bilbao, 12 de febrero de 1931-Ciudad de México, 14 de noviembre de 2019) fue una pintora mexicana de origen español.

## Biografía
Regina Raull perteneció a las segunda generación del exilio compuesta de niños que acompañaron a sus padres al transtierro, su familia cruzó la frontera por los Pirineos en 1939. Permanecieron en Francia hasta conseguir embarcar hacia América, en concreto hacia la República Dominicana, donde llegaron el 19 de diciembre de 1939. La familia Raull llegó al puerto de Veracruz cuando Regina tenía siete años. En México, sus primeros años transcurrieron en los círculos republicanos. Regina, junto a sus dos hermanos, José y Hada, estudió en los colegios fundados por los exiliados, en el Colegio Madrid y después el bachillerato en el Instituto Luis Vives.
Regina Raull estudió artes en la Academia de San Carlos y en la Escuela Nacional de Artes Plásticas de la UNAM, donde conoció a Diego Rivera y a David Alfaro Siqueiros. Se interesó por el mundo indígena mexicano, especialmente en los pueblos del istmo de Tehuantepec y del estado de Veracruz. 
En 1964 realiza el mural La educación en la época mexica ubicado en la sección de servicios educativos del Museo Nacional de Antropología. comisionado por el presidente Adolfo López Mateo, quien era admirador del trabajo de la artista, siendo el mismo presidente inauguraría dos años después el mural. Fue elaborado en óleo sobre tela sobre bastidor de madera y tiene una extensión de 18.2 metros de largo por 3.5 metros de alto. Presenta 115 figuras humanas agrupadas, sin perspectiva, que se caracterizan por ser abiertas, lineales y expresar gran movimiento, mayoritariamente mujeres. A manera de tributo una de las figuras centrales de la pieza representa a la profesora Eva Sámano maestra de profesión esposa del Presidente.
En 1956 participó en la exhibición Nueve pintores de México en la Galería Metropolitana de la Ciudad de México y en 1967 hizo una exposición individual en Los Ángeles, California, donde recibió un reconocimiento especial de parte del entonces gobernador Ronald Reagan. Falleció el 14 de noviembre de 2019 a los 88 años de edad.

## Galería

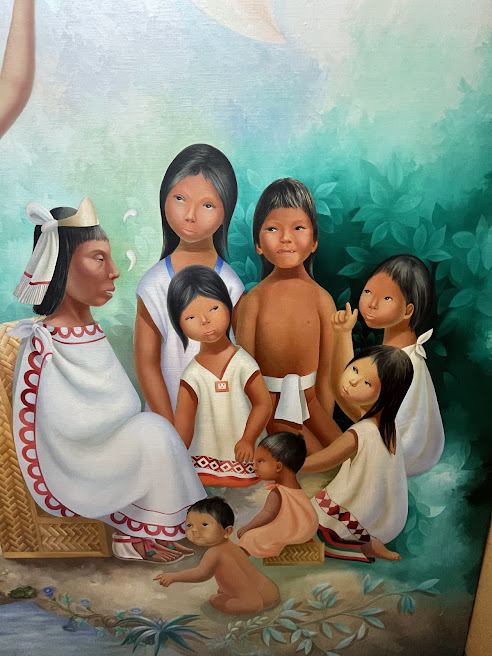
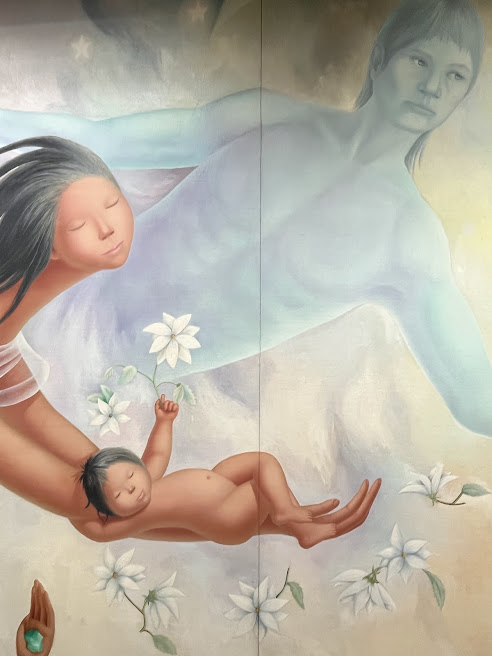
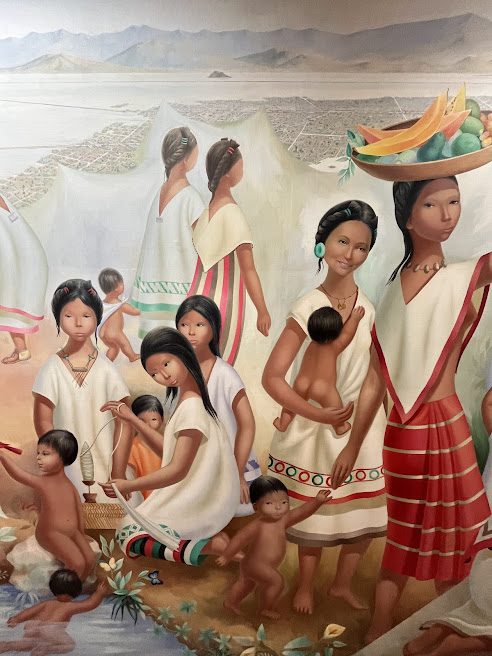
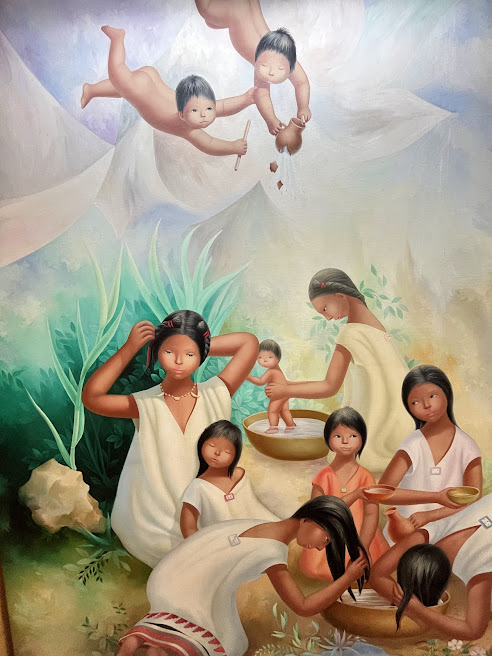